# Heinz Haschke
Heinz Haschke (* 1920; † 1986) war ein deutscher Lehrer und Heimatforscher. Er war Gründungsmitglied des Kulturbundes und Vorsitzender der Ortsgruppe Leutersdorf. 

## Leben
Nach dem Ende des Zweiten Weltkrieges trat er 1945 der KPD bei und wurde 1946 SED-Mitglied. Im Oktober 1945 trat er der Ortsgruppe Leutersdorf des Kulturbundes zur demokratischen Erneuerung Deutschlands bei, deren Vorsitz er später übernahm. 1947 wurde er in die Landesleitung Sachsen des Kulturbundes in Dresden gewählt. 
1946 nahm er eine Ausbildung als Neulehrer auf. Als solcher wurde er stellvertretender Direktor und später Direktor der Schule in Leutersdorf, wo er bis 1962 wirkte. Anschließend wechselte er als Fachlehrer für Staatsbürgerkunde, Geschichte und Geographie nach Seifhennersdorf. 1966 wurde er Schuldirektor in Spitzkunnersdorf. 1970 zwang ihn sein Gesundheitszustand zur Niederlegung dieser Funktion im Schulwesen. Er ging als Lehrer der 1. POS nach Seifhennersdorf zurück und gab schließlich 1977 den Lehrerberuf vollständig auf, um fortan im Seifhennersdorfer Museum zu arbeiten. Dort unterstützte er u. a. den Jugendklub „Rudolf Axen“ und organisierte 1985 die Sonderausstellung anlässlich des 40-jährigen Bestehens des Kulturbundes der DDR.
Heinz Haschke widmete sich ab 1977 speziell der Erforschung der Geschichte der Arbeiterbewegung in der Zeit des Nationalsozialismus der Jahre 1933 bis 1938 im grenzüberschreitenden Gebiet Seifhennersdorf, Rumburg, Warnsdorf, worüber er 1979 auch eine Ausstellung im Seifhennersdorfer Museum organisierte. 
Er war Mitglied des Kreiskomitees Zittau der antifaschistischen Widerstandskämpfer sowie in der Kreiskommission zur Erforschung der Geschichte der Arbeiterbewegung in Zittau aktiv.

## Ehrungen
- Johannes-R.-Becher-Medaille in Gold
- Artur-Becker-Medaille in Gold
- Pestalozzi-Medaille für treue Dienste in Gold
- Kurt-Barthel-Medaille
- Aktivist der sozialistischen Arbeit (mehrfach)
- Ehrenabzeichen für 40 Jahre aktive Parteiarbeit im ZK der SED
- zahlreiche Ehrenurkunden staatlicher Organe und Massenorganisationen der DDR